# My Demon
My Demon (hangul: 마이 데몬) (bra: Meu Demônio Favorito) é uma série de televisão sul-coreana estrelada por Kim Yoo-jung, Song Kang, Lee Sang-yi e Kim Hae-sook. Foi ao ar na SBS TV de 24 de novembro de 2023 a 20 de janeiro de 2024, sendo exibido todas as sextas e sábados às 22h (KST). Também está disponível para streaming no Wavve, na Coreia do Sul, e na Netflix, em regiões selecionadas.

## Sinopse
A série retrata a história de um casamento contratual entre Do Do-hee (Kim Yoo-jung), a herdeira temperamental de um conglomerado, e Jeong Gu-won (Song Kang), um demônio que perde temporariamente seus poderes. Essa perda momentânea dos poderes de Gu-won os aproxima.

## Elenco

### Principal
- Kim Yoo-jung como Do Do-hee: CEO da Mirae F&B. Depois que seus pais faleceram, quando ela tinha 11 anos, ela foi adotada por Ju Cheon-sook, a presidente do Grupo Mirae.[5]
  - Kim Gyu-bin como Do Do-hee criança
- Song Kang como Jeong Gu-won: um demônio de 200 anos que planeja contratos tentadores em troca da alma dos humanos, explorando suas vulnerabilidades.[5]
- Lee Sang-yi como Joo Seok-hoon: sobrinho de Cheon-sook e CEO da Mirae Investment, uma afiliada do Mirae Group.[7]
- Kim Hae-sook como Joo Cheon-sook: fundadora e presidente do Grupo Mirae.[8]

### De apoio

#### Mirae Group
- Kim Tae-hoon como Noh Seok-min: primogênito de Cheon-sook, ele é o CEO da Mirae Electronics.[8]
- Lee Yoon-ji como Noh Soo-an: a segunda filha de Cheon-sook que é CEO da Mirae Apparel.[9]
- Jo Yeon-hee como Kim Se-ra: esposa de Seok-min que é diretora administrativa da Mirae Electronics.[8]
- Kang Seung-ho como Noh Do-gyeong: filho único de Seok-min e Se-ra, ele é o gerente da Mirae Electronics.[10]
- Park Do-yoon como Austin: filho de Soo-an e irmão gêmeo de Justin.[11]
- Kang Da-on como Justin: filho de Soo-an e irmão gêmeo de Austin.[11]

#### Fundação Sunwol
- Jo Hye-joo como Jin Ga-young: uma dançarina cuja especialidade são as artes marciais envolvendo espadas.[10]
- Heo Jeong-do como Park Bok-gyu: diretor da Fundação Sunwol e a primeira pessoa a assinar um contrato com Gu-won, há 200 anos.[10]

#### Mirae F&B
- Seo Jeong-yeon como secretária Shin Da-jeong: secretária de Do-hee.[10]
- Park Jin-woo como Han Min-soo: o líder da equipe de relações públicas da Mirae F&B.[11]
- Lee Ji-won como Choi Jung-mi: a gerente assistente de relações públicas da Mirae F&B.[11]
- Hong Jin-ki como Lee Han-seong: o funcionário récem-contrato do setor de relações públicas da Mirae F&B.[12]

#### Outros
- Cha Chung-hwa como uma mulher sem-teto que, mais tarde, revelou ser Deus.[11][13]

### Estendido
- Kim Young-jae como pai de Do-hee.[14]
- Woo Hee-jin como mãe de Do-hee.[15]
- Kim Seol-jin como Gi Gwang-chol.[16]
- Kim Beop-rae como o chefe.[16]
- Jung Soon-won como número dois.[16]
- Lim Cheol-hyung como o Detetive Park.[17]
- Jeon Sok-chan como o Detetive Oh.[16]
- Seo Sang-won como Pastor Michael.[16]
- Joo Suk-tae como Cha Tae-jun.[16]
- Lee Kang-wook como o encontro às cegas de Do-hee.[16]

## Produção

### Elenco
Em 18 de janeiro de 2023, foi divulgado que Kim Yoo-jung e Song Kang estavam considerando as ofertas de participar na série como protagonistas.
Em 14 de abril de 2023, foi relatado que o ator Lee Sang-yi confirmou sua participação no drama e estará se preparando para as futuruas filmagens.

### Gravação
A primeira leitura do roteiro feita pelo elenco foi realizada em 12 de abril de 2023.

## Trilha sonora

### Part 1
| Lançado em 24 de novembro de 2023 |                                                                                         |                |                |         |  |
| N.º                               | Título                                                                                  | Letras         | Artista        | Duração |  |
| 1.                                | "Our Night Is More Beautiful Than Your Day" (우리의 밤은 당신의 낮보다 아름답다)        | Bae Young-jun  | NewJeans       | 3:12    |  |
| 2.                                | "Our Night Is More Beautiful Than Your Day" (우리의 밤은 당신의 낮보다 아름답다; Inst.) |                |                | 3:12    |  |
| Duração total:                    | Duração total:                                                                          | Duração total: | Duração total: | 6:24    |  |

### Part 2
| Lançado em 1 de dezembro de 2023 |                                                           |                  |                |         |  |
| N.º                              | Título                                                    | Letras           | Artista        | Duração |  |
| 1.                               | "Whenever, Wherever" (그대가 있는 곳, 언제 어디든)        | Lee Ki-hwan More | Roy Kim        | 3:41    |  |
| 2.                               | "Whenever, Wherever" (그대가 있는 곳, 언제 어디든; Inst.) |                  |                | 3:41    |  |
| Duração total:                   | Duração total:                                            | Duração total:   | Duração total: | 7:22    |  |

### Part 3
| Lançado em 8 de dezembro de 2023 |                    |                |                |         |  |
| N.º                              | Título             | Letras         | Artista        | Duração |  |
| 1.                               | "With You"         | Hana           | Winter         | 4:15    |  |
| 2.                               | "With You" (Inst.) |                |                | 4:15    |  |
| Duração total:                   | Duração total:     | Duração total: | Duração total: | 8:30    |  |

### Part 4
| Lançado em 9 de dezembro de 2023 |                                               |                             |                |         |  |
| N.º                              | Título                                        | Letras                      | Artista        | Duração |  |
| 1.                               | "Even If We Disappear" (우리 사라져도)        | Kim Woon-jin Lee Seong-geun | Dawn           | 3:57    |  |
| 2.                               | "Even If We Disappear" (우리 사라져도; Inst.) |                             |                | 3:57    |  |
| Duração total:                   | Duração total:                                | Duração total:              | Duração total: | 7:54    |  |

### Part 7
| N.º | Título                | Letras | Artista | Duração |  |
| 1.  | "The way to lose you" |        | 10cm    | 4:21    |  |

## Recepção
O jornal nacional de Singapura, The Straits Times, deu a série My Demon quatro de cinco estrelas, elogiando a produção pela sua escolha de elenco e o modo de execução da trama, além do romance desenvolvido pelos personagens de Song Kang e Kim Yoo-jung. O drama também ficou em segundo lugar na lista Global Top 10 TV (não-ingleses) da Netflix.

### Audiência
| Temporada | Temporada | Ep. 1 | Ep. 2 | Ep. 3 | Ep. 4 | Ep. 5 | Ep. 6 | Ep. 7 | Ep. 8 | Ep. 9 | Ep. 10 | Ep. 11 | Ep. 12 | Ep. 13 | Ep. 14 | Ep. 15 | Ep. 16 | Audiência |
| --------- | --------- | ----- | ----- | ----- | ----- | ----- | ----- | ----- | ----- | ----- | ------ | ------ | ------ | ------ | ------ | ------ | ------ | --------- |
|           | 1         | 803   | 657   | 829   | 738   | 667   | 833   | 845   | 878   | N/A   | N/A    | 788    | N/A    | 752    | 753    | 711    | 727    | N/A       |

| Ep. | Data de transmissão original | Parcela média de audiência | Parcela média de audiência | Parcela média de audiência |
| Ep. | Data de transmissão original | Nielsen Korea              | Nielsen Korea              | TNmS                       |
| Ep. | Data de transmissão original | Nacional                   | Seul                       | Nacional                   |
| --- | ---------------------------- | -------------------------- | -------------------------- | -------------------------- |
| 1 | 24 de novembro de 2023       | 4.5% (11º)                 | 5.1% (8º)                  | N/A                        |
| 2 | 25 de novembro de 2023       | 3.4% (20º)                 | 3.4% (19º)                 | 2.9% (20º)                 |
| 3 | 1 de dezembro de 2023        | 4.2% (13º)                 | 4.4% (11º)                 | 3.5% (18º)                 |
| 4 | 2 de dezembro de 2023        | 4.0% (14º)                 | 4.0% (16º)                 | 3.5% (18º)                 |
| 5 | 8 de dezembro de 2023        | 3.4% (19º)                 | 3.6% (17º)                 | N/A                        |
| 6 | 9 de dezembro de 2023        | 4.7% (9º)                  | 5.1% (5º)                  | N/A                        |
| 7 | 15 de dezembro de 2023       | 4.5% (11º)                 | 5.2% (8º)                  | 3.8% (19º)                 |
| 8 | 16 de dezembro de 2023       | 4.7% (13º)                 | 5.0% (12º)                 | N/A                        |
| 9 | 22 de dezembro de 2023       | 4.2% (16º)                 | N/A                        | N/A                        |
| 10 | 23 de dezembro de 2023       | 3.8% (18º)                 | N/A                        | N/A                        |
| 11 | 5 de janeiro de 2024         | 3.7% (20º)                 | 3.9% (15º)                 | N/A                        |
| 12 | 6 de janeiro de 2024         | 2.9% (23º)                 | N/A                        | N/A                        |
| 13 | 12 de janeiro de 2024        | 3.6% (17º)                 | 3.7% (14º)                 | N/A                        |
| 14 | 13 de janeiro de 2024        | 3.4% (21º)                 | 3.7% (14º)                 | N/A                        |
| 15 | 19 de janeiro de 2024        | 3.7% (17º)                 | 4.0% (13º)                 | N/A                        |
| 16 | 20 de janeiro de 2024        | 3.5% (20º)                 | 3.7% (15º)                 |                            |
| Média | Média                        | 3.9%                       | —                          | —                          |
| - Na tabela acima, os números em azul representam a audiência média mais baixa e os números em vermelho representam a audiência média mais alta. - N/A indica dados de audiência não publicados. |                              |                            |                            |                            |

## Prêmios e indicações
| Cerimônia de premiação | Ano  | Categoria                                                                   | Nomeado(s)/ Trabalho(s)  | Resultado | Ref.   |
| ---------------------- | ---- | --------------------------------------------------------------------------- | ------------------------ | --------- | ------ |
| SBS Drama Awards       | 2023 | Prêmio de Alta Excelência, Ator em Minissérie de Romance/Comédia Dramática  | Song Kang                | Venceu    | [ 24 ] |
| SBS Drama Awards       | 2023 | Prêmio de Alta Excelência, Atriz em Minissérie de Romance/Comédia Dramática | Kim Yoo-jung             | Venceu    | [ 24 ] |
| SBS Drama Awards       | 2023 | Prêmio de Melhor Casal                                                      | Song Kang e Kim Yoo-jung | Venceu    | [ 25 ] |
| SBS Drama Awards       | 2023 | Melhor Atriz Coadjuvante em Minissérie de Romance/Comédia Dramática         | Seo Jeong-yeon           | Venceu    | [ 26 ] |
| SBS Drama Awards       | 2023 | Melhor Ator Coadjuvante em Minissérie de Romance/Comédia Dramática          | Jung Soo-won             | Venceu    | [ 26 ] |
| SBS Drama Awards       | 2023 | Melhor Atriz Coadjuvante em Minissérie de Romance/Comédia Dramática         | Lee Yoon-ji              | Indicado  | [ 26 ] |
| SBS Drama Awards       | 2023 | Melhor Ator Coadjuvante em Minissérie de Romance/Comédia Dramática          | Heo Jung-do              | Indicado  | [ 26 ] |
| SBS Drama Awards       | 2023 | Prêmio Ladrão de Cena                                                       | Kim Cheol-jin            | Indicado  | [ 27 ] |
| SBS Drama Awards       | 2023 | Prêmio de Excelência, Ator em Minissérie Romântica/Comédia Dramática        | Kim Tae-hoon             | Indicado  | [ 28 ] |